# Tricyphona (Pentacyphona) ampla perangusta
Tricyphona (Pentacyphona) ampla perangusta is een ondersoort van de tweevleugelige Tricyphona (Pentacyphona) ampla uit de familie Pediciidae. De ondersoort komt voor in het Nearctisch gebied.